# 白鳥舘遺跡
白鳥舘遺跡（しろとりたていせき）は、岩手県奥州市前沢白鳥舘地内71にある城館跡の遺跡。国の史跡に指定されている。

## 概要
北上川に周囲を180度以上囲まれる天然の要害であり、10世紀から16世紀まで北上川の要衝地として利用されてきた。
伝承によると、平安時代末期には豪族安倍頼時の八男・白鳥八郎則任が居城したとされ、室町時代末期には白鳥氏が居城したと伝えられる。1083年から1089年にかけて起こった後三年の役当時は、清原真衡が館を置いていたとも伝わる。 
発掘調査の結果、12～13世紀初めには手工業生産が行われていた船着き場「川湊」として利用されていたことが確認され、奥州藤原氏時代の重要な拠点として都市平泉の機能の一部を担っていたことが明らかとなった。 
鎌倉時代の御家人層に受容された磁竈窯産盤が出土したことから、13世紀頃には鎌倉御家人などの有力者が関与していた。
2005年（平成17年）7月に、衣川の長者ヶ原廃寺跡とともに国の史跡「柳之御所・平泉遺跡」に追加指定された。

## 遺構
遺跡には堀跡や郭、土塁などの中世の山城の遺構がよく残っている。

### 奥州藤原氏の時代
12～13世紀初めに手工業生産が行われていたとみられる遺構や遺物が出土しており、中世の船着き場「川湊」として利用されていたと推測される。鍛冶炉跡、平泉遺跡群では初となる素焼きのかわらけを焼いたと推定される遺構、4度建て替えられた掘立柱建物跡、道路の溝跡などが確認されている。中尊寺金色堂の藤原秀衡の棺に納められていた数珠玉に酷似する水晶製とみられる数珠玉（直径1.8センチメートル）、中国産陶磁器や国産陶磁器、かわらけなども数多く出土したことから鉄や銅、かわらけ、石製品の製作、加工が行われていたと推測される。

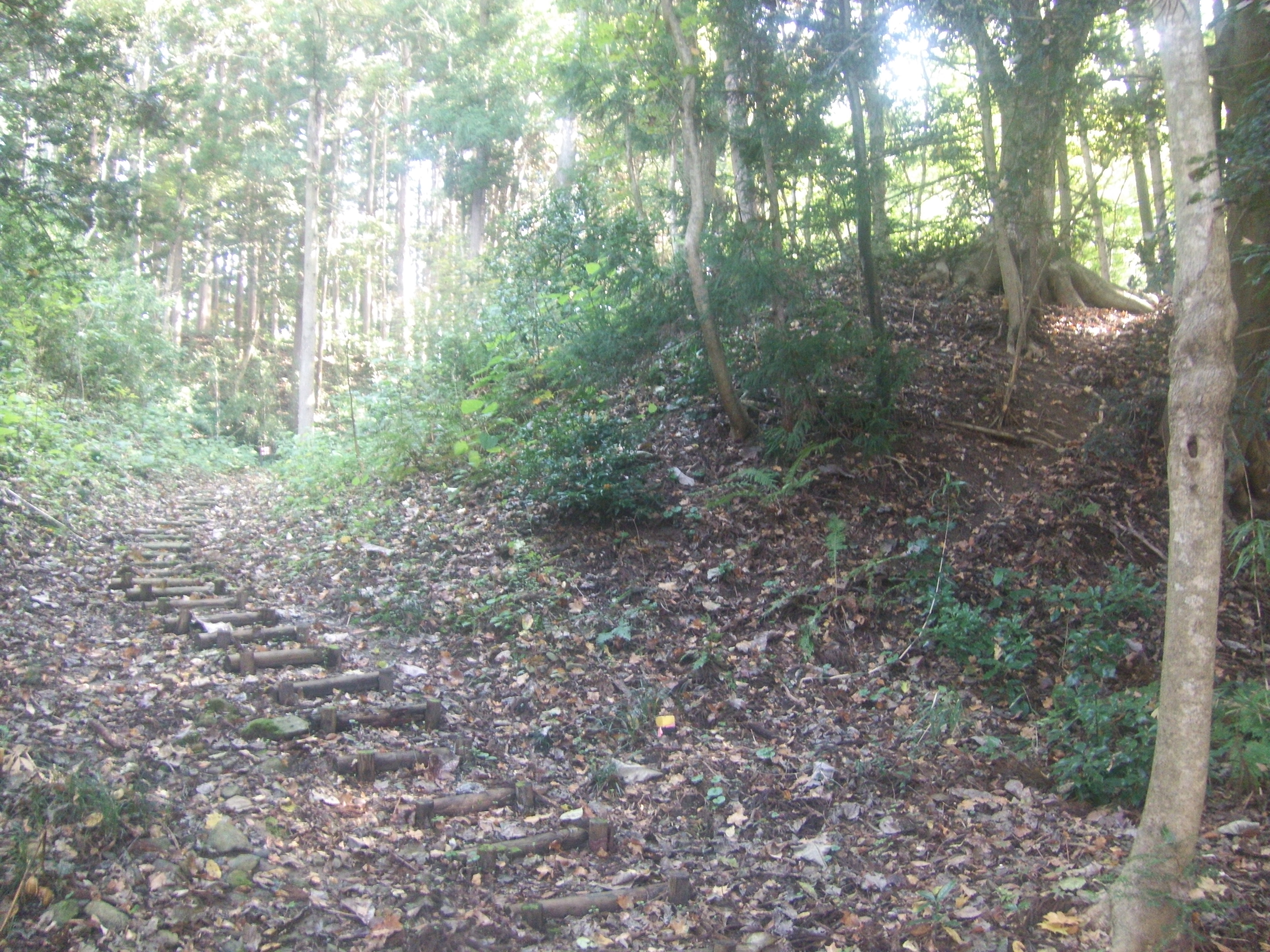
郭跡
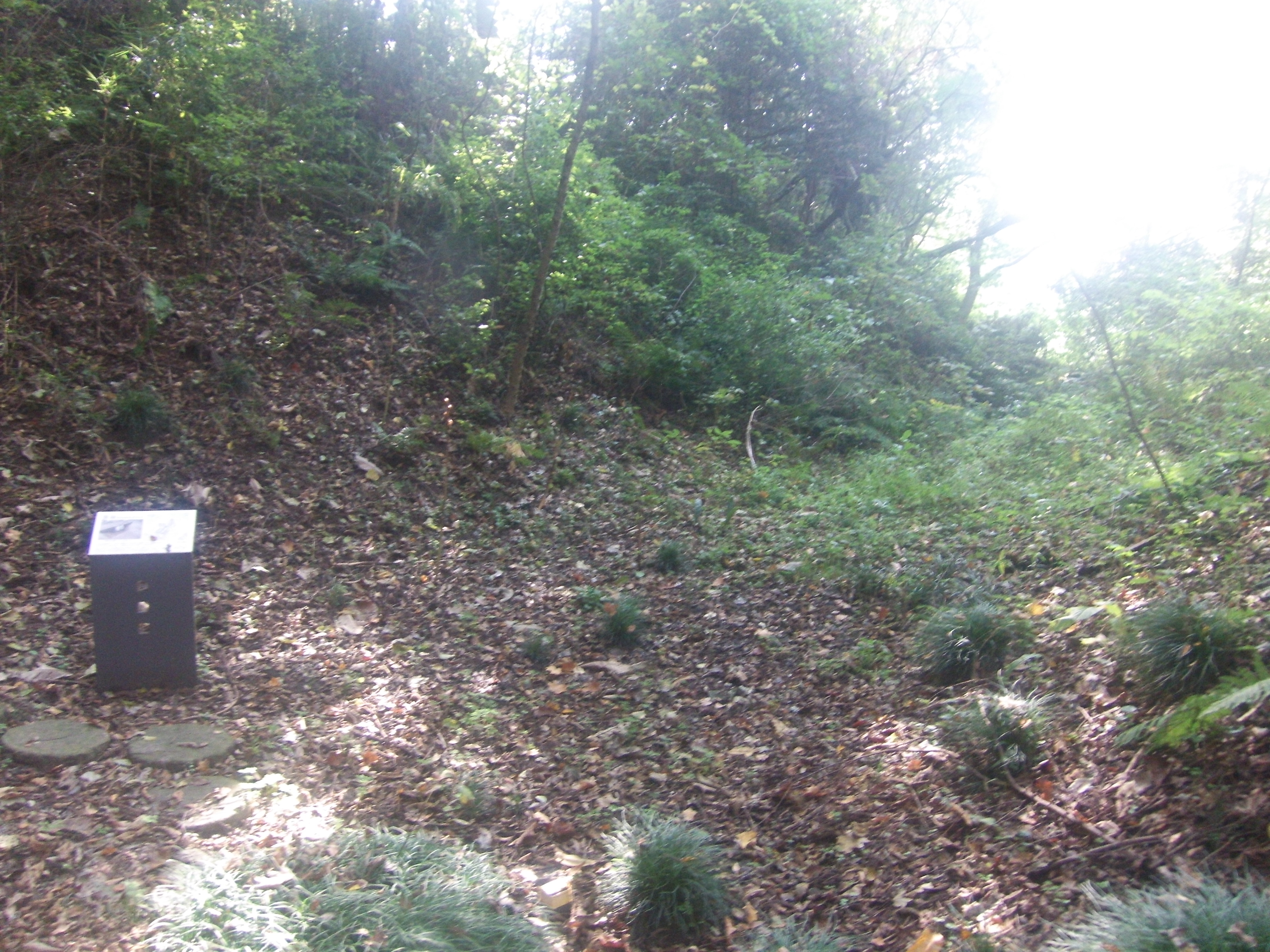
内堀（空堀）跡
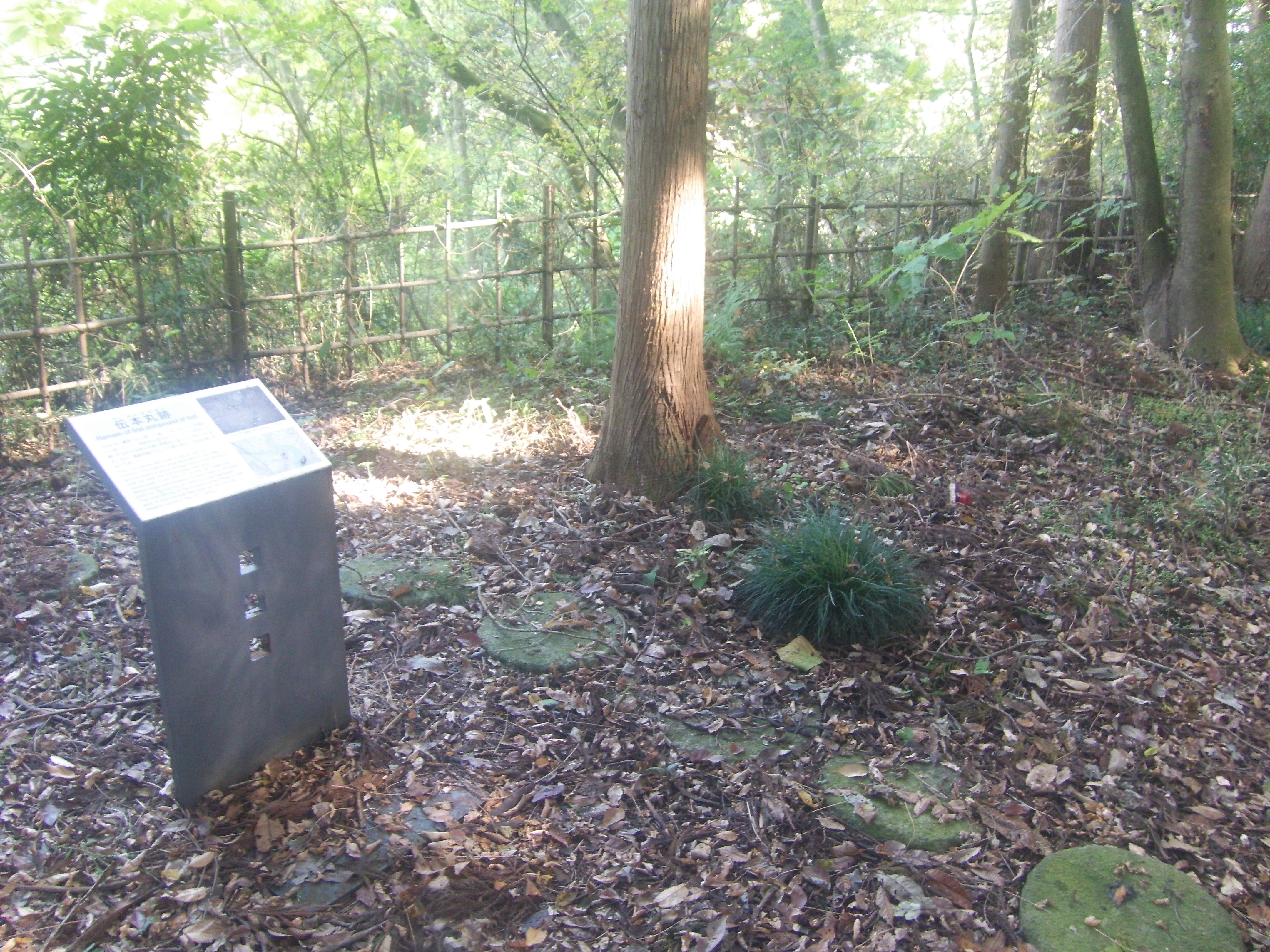
本丸跡
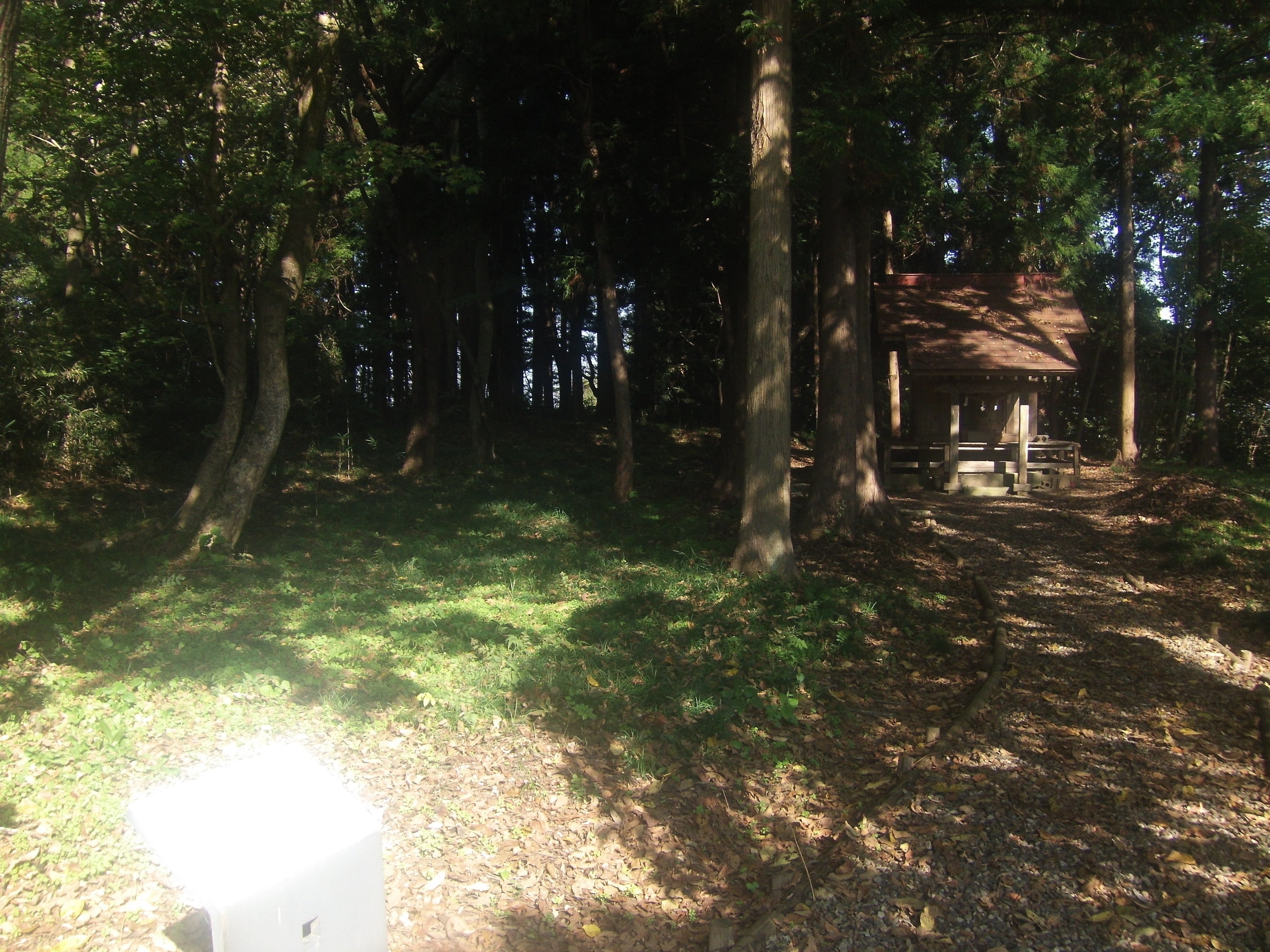
二の丸跡と白山神社
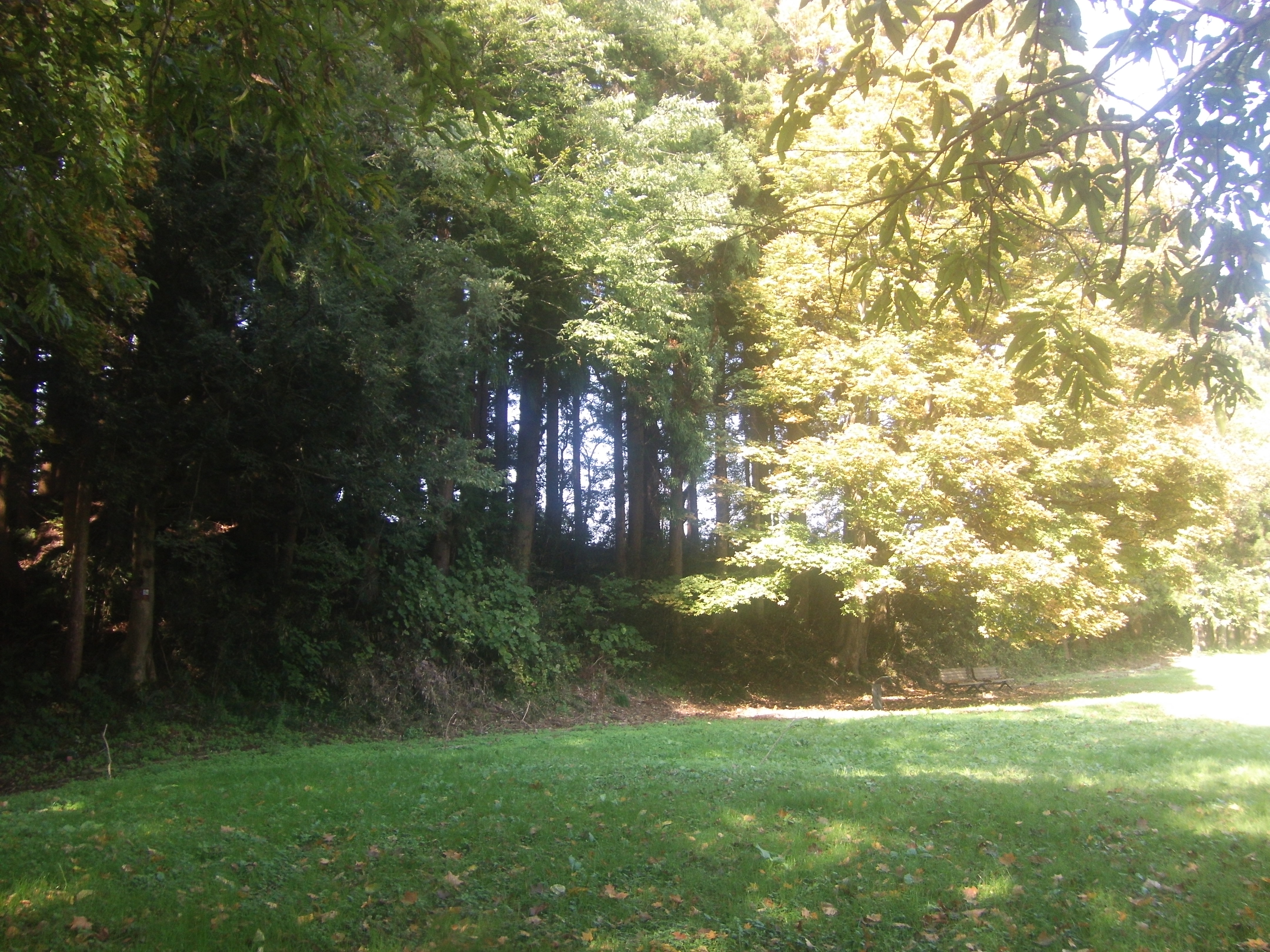
館跡
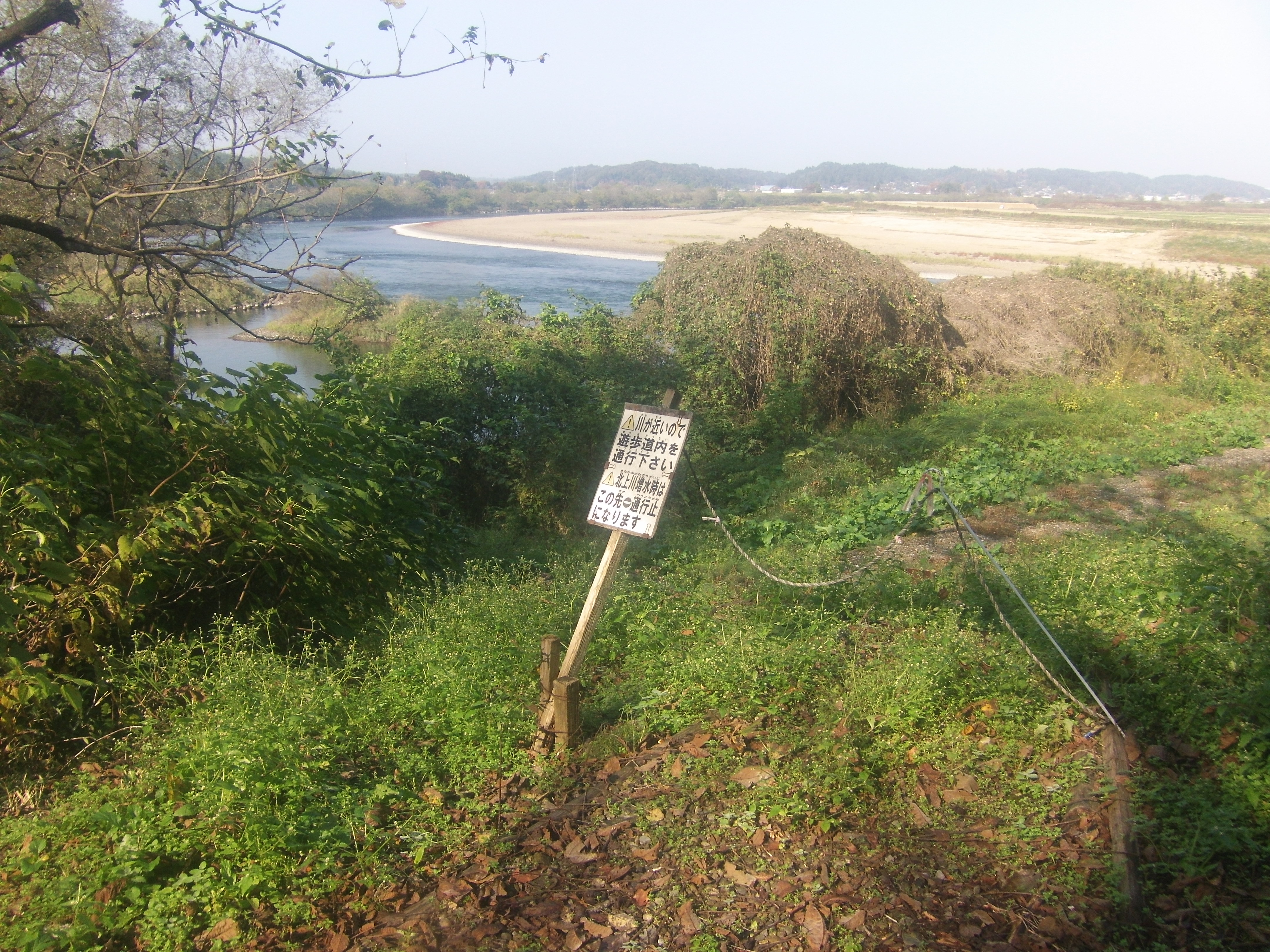
川湊跡

## 世界遺産登録に向けた取り組み
2001年（平成13年）に世界遺産登録の前提となる暫定リストに「平泉-浄土思想を基調とする文化的景観」の一部として記載された。2008年（平成20年）の第32回世界遺産委員会の審議では、登録延期が決定した。
登録は結局見送られたものの、文化庁・岩手県では、ユネスコへの再度の申請を目指し、2011年（平成23年）5月に国際記念物遺跡会議が、世界遺産への登録を勧告したため、同年6月に「平泉-仏国土（浄土）を表す建築・庭園及び考古学的遺跡群-」として世界遺産に登録された。
2012年（平成24年）、長者ヶ原廃寺跡（奥州市）、柳之御所遺跡、達谷窟（平泉町）、骨寺村荘園遺跡（一関市）と共に再び暫定リストに記載された。

## アクセス
- JR東北本線平泉駅から車で15分、またはJR東北本線前沢駅から車で8分